# 太田和美 (競艇選手)
太田 和美（おおた かずみ、男性、1973年1月6日 - ）は長崎県佐世保市出身、奈良県在住の競艇選手である。
登録番号は3557。弟子に丸岡正典がいる。

## 来歴
大阪府立島上高等学校大冠校（現・大阪府立大冠高等学校）中退。69期生として本栖研修所に入学。卒業記念レースで1着となり本栖チャンプとして注目される。
1991年11月7日に地元住之江競艇場にてプロデビュー、初出走は2着。そしてそのデビュー節でいきなり優出（2着・2着・1着・2着・1着で優出・優勝戦は5着）するなど、「怪物くん」と称された。デビュー以来しばらくの間は大阪府在住だった。
記念初優勝は1996年の若松周年。そして1998年12月、25歳11ヵ月で住之江第13回賞金王決定戦で5コースカドから豪快にまくってSG初V。その後しばらくは低迷が続いていたが、2002、2004年と賞金王シリーズ戦を制覇、2005年には全日本選手権競走で優勝、2012、2013年とグランドチャンピオン決定戦競走を連覇（史上11人目・グランドチャンピオン決定戦競走では2人目）するなど、今なお一線級での活躍が続いている。2014年も、下関で行われたチャレンジカップでSG7勝目を飾っている。
2018年前期は、22年44期連続A1を維持していたが、フライングによる出走回数（90走）不足で初のA1からの転落となった。

## エピソード
- 特に地元住之江競艇場で行われる高松宮記念特別競走では無類の強さを誇り、2001年、2005年、2006年、2009年、2021年、2022年の6度優勝している。地元周年の太閤賞競走は優勝経験がない。
- 同期には田中信一郎、野添貴裕、三嶌誠司、仲口博崇、山本浩次、福田雅一など数多くのSG・GI覇者を輩出しており「華の69期」と呼ばれている。
- イチロー似の風貌から、水上のLaser Beam（レーザービーム）とも呼ばれる。

## 獲得タイトル

### SG
- 1998年12月23日 第13回 賞金王決定戦（住之江競艇場）
- 2002年12月23日 第17回 賞金王シリーズ戦（住之江競艇場）
- 2004年12月23日 第19回 賞金王シリーズ戦（住之江競艇場）
- 2005年10月30日 第52回 全日本選手権（津競艇場）
- 2012年06月24日 第22回 グランドチャンピオン決定戦（芦屋競艇場）
- 2013年06月30日 第23回 グランドチャンピオン決定戦（常滑競艇場）
- 2014年11月30日 第17回 チャレンジカップ（下関競艇場）

### GI
- 1996年09月26日 開設44周年記念 全日本覇者決定戦（若松競艇場）
- 1998年06月04日 開設46周年記念 京極賞（丸亀競艇場）
- 1998年09月08日 ダイヤモンドカップ（蒲郡競艇場）
- 2001年10月09日 第29回 高松宮記念（住之江競艇場）
- 2004年04月18日 開設52周年記念 つつじ賞王座決定戦（津競艇場）
- 2005年02月22日 第48回 近畿地区選手権（三国競艇場）
- 2005年10月04日 第33回 高松宮記念（住之江競艇場）
- 2006年10月03日 第34回 高松宮記念（住之江競艇場）※連覇
- 2009年09月09日 第37回 高松宮記念（住之江競艇場）
- 2010年09月13日 開設57周年記念 北陸艇王決戦（三国競艇場）
- 2011年05月18日 開設59周年記念 海の王者決定戦（大村競艇場）
- 2012年09月23日 開設60周年記念 京極賞（丸亀競艇場）
- 2013年07月18日 開設61周年記念 京極賞（丸亀競艇場）※連覇
- 2014年05月18日 開設60周年記念 トーキョー・ベイ・カップ（平和島競艇場）
- 2015年02月11日 第58回 近畿地区選手権（びわこ競艇場）
- 2016年04月24日 開設63周年記念 北陸艇王決戦（三国競艇場）
- 2018年  11月7日 G1徳山クラウン争奪戦 開設65周年記念競走　(徳山競艇場)
- 2019年  11月5日 読売新聞社杯 全日本王座決定戦 開設67周年記念競走 (芦屋競艇場)
- 2020年  2月11日 第63回近畿地区選手権競走　(尼崎競艇場)
- 2021年  9月7日　第49回高松宮記念特別競走　(住之江競艇場)
- 2022年11月8日　第50回高松宮記念特別競走　(住之江競艇場) ※連覇